# Bertya mollissima
Bertya mollissima är en törelväxtart som beskrevs av William Faris Blakely. Bertya mollissima ingår i släktet Bertya och familjen törelväxter. Inga underarter finns listade i Catalogue of Life.